# フェルディナント・ヤマグチ
フェルディナント・ヤマグチ（フェルディナント山口、Ferdinand Yamaguchi, 人物非公開、1962年-）は、日本のコラムニスト。
著作においては「顔出しNG&ペンネームのみ」と自己紹介している。「フェル山」「フェラ山」といった略称でも呼ばれる。

## 設定（自称）
ドイツ・ボン生まれ。1985年、成城大学経済学部卒業。半導体・電子部品専門のマーケットアナリスト。自動車にも関連する業界のビジネスマンであり、恋愛投資家であるとする。公の場に登場する場合は常に覆面姿である。東京都世田谷区・成城在住、既婚。

## 連載
- 『最後の審判』週刊朝日（朝日新聞出版）
- 『Muscle Investment』ターザン（マガジンハウス）
- インポート・カーセンサー（リクルート）
- 『フェルディナント・ヤマグチの走りながら考える』日経ビジネスオンライン

### 過去の連載
- 『実用書攻略』週刊文春(文藝春秋)
- 『投資家のための合コン講座 -優良銘柄診断- 』ビジネススタンダード(ソフトバンククリエイティブ)
- 『輝いていたあの頃を取り戻せ！肉体構造改革』ビジスタ(ソフトバンククリエイティブ)
- 『恋愛の利回り』週刊SPA!（扶桑社）

## 著書
- 『恋愛投資概論』ソフトバンククリエイティブ（原著2004年4月）。ISBN 4797327081。
- 『OL合コン会社情報』ソフトバンククリエイティブ（原著2004年10月）。ISBN 4797329130。
- 『ちょいモテvs.ちょいキモ』文藝春秋（原著2006年5月）。ISBN 4163682104。挿絵：渡辺和博(共著)
- 『悪魔のモテ理論 恋愛の利回り』扶桑社（原著2007年2月）。ISBN 4594053114。
- 『恋愛は投資である』扶桑社（原著2008年9月）。ISBN 4594057519。

## 関係人物
- ピストン西沢 - 中学校、高校で同級生だった[3]
- 山本一郎

## その他
2005年6月3日付けのブログ（「フェルディナントのデジタル絵日記」＝ソフトバンク・パブリッシングの公式ウェブサイト上で当時連載）において、自身による高速道路での暴走運転を、時速180kmを示すスピードメーターの写真とともに記した。